# Zugpókszerűek
Az zugpókszerűek (Agelenoidea) a pókok (Araneae) rendjében a főpókok (Araneomorphae) alrendjének egyik öregcsaládja, amelynek fajai nyolcszeműek. Két családja:
- Zugpókfélék (Agelenidae)
- Amphinectidae